# Guelbenzu
Guelbenzu (oficialmente Guelbenzu / Gelbentzu) es un concejo y localidad española del municipio de Odieta, perteneciente a la Comunidad Foral de Navarra.

## Geografía
La localidad está situada en la merindad de Pamplona, en la comarca de Ultzamaldea

## Historia
Hacia mediados del siglo XIX, el lugar, ya por entonces perteneciente a Odieta, tenía contabilizada una población de 50 habitantes. Aparece descrito en el noveno volumen del Diccionario geográfico-estadístico-histórico de España y sus posesiones de Ultramar de Pascual Madoz con las siguientes palabras:

GUELBENZU: l. del velle y ayunt. de Odieta en la prov. y c. g. de Navarra, aud. terr., dióc. y part. jud. de Pamplona (2 1/2 leg.): sit. en una hondonada que rodean elevados montes por N. y S., á la der. del r. Ulzama: clima frio y húmedo, pero sano. Tiene 14 casas que forman una calle con plazuela; igl. parr. (San Juan Evangelista) servida por un abad, de provision de los vecinos; cementerio; una fuente cerca del pueblo y otra mas distante en el térm., ambas de agua potable: los niños acuden á la escuela de Anocibar. Confina el térm. N. Latasa; E. Ostiz; S. Enderiz, y O. Gascue: siendo su estension de 1/2 leg. de N. á S., y 1/4 de E. á O. El terreno es de mediana calidad á beneficio de su mucho cultivo: le bañan los r. que bajan de Basaburua mayor y de Ulzama, que tienen dos puentecillos: hay montes con arbustos y buenos pastos, y una pradera con yerbas para ganado menor. Los caminos son locales y se hallan en mal estado: en el de Pamplona hay una venta. El correo se recibe de la dicha cap. por el balijero del valle. prod.: trigo, maiz, legumbres, menuzales y algo de lino: cria ganado vacuno, lanar y de cerda, caza de perdices, lobos y zorros, y pesca de truchas y barbos. ind.: un molino harinero. pobl.: 14 vec., 50 almas. riqueza con el valle. (V.)
(Madoz, 1847, p. 62)

En 2023, la entidad singular de población tenía empadronados 39 habitantes y el núcleo de población, 34.

## Patrimonio

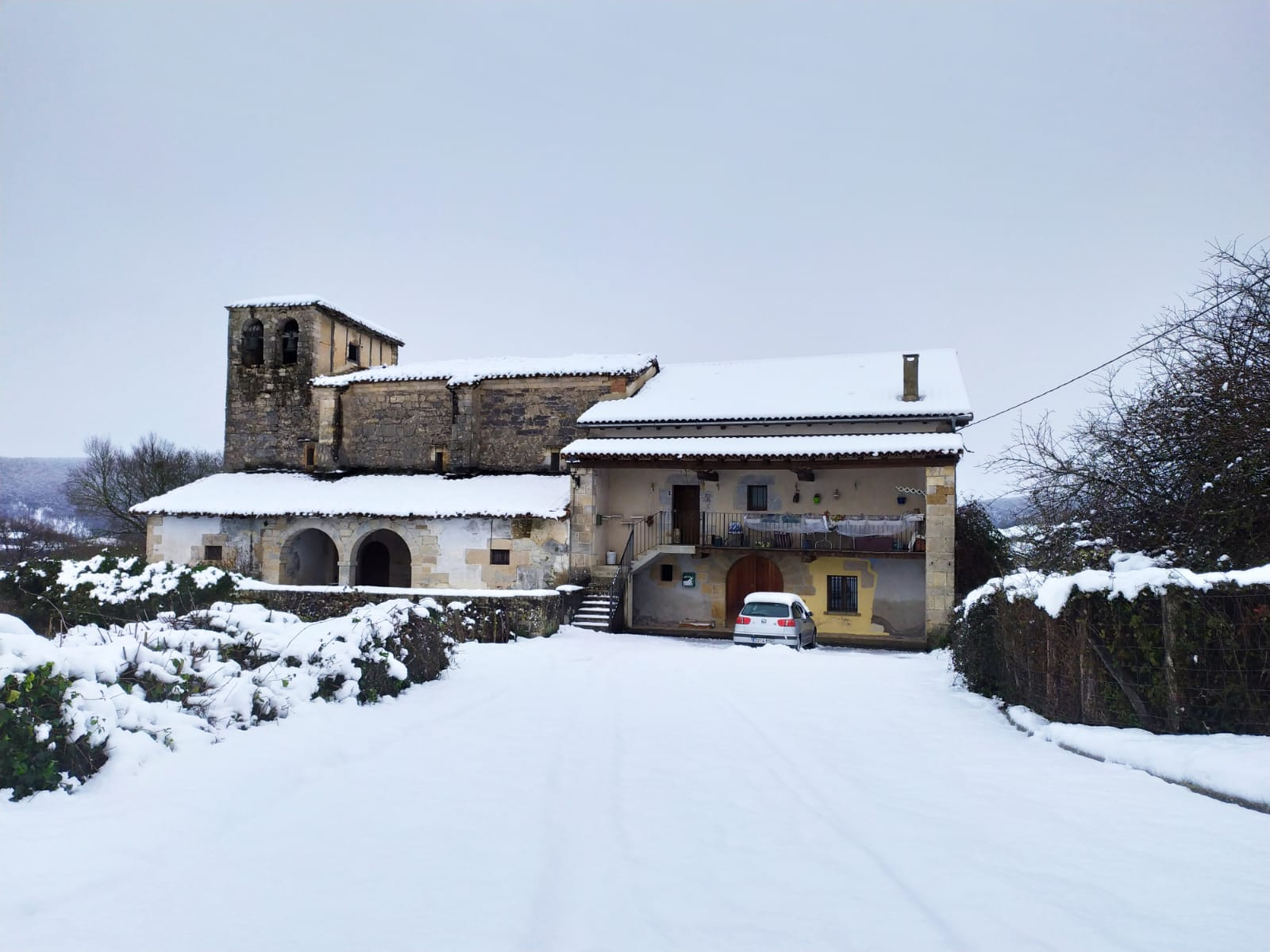
La iglesia de San Juan

Hay en la localidad una iglesia de San Juan.